# ウィル・クレイ

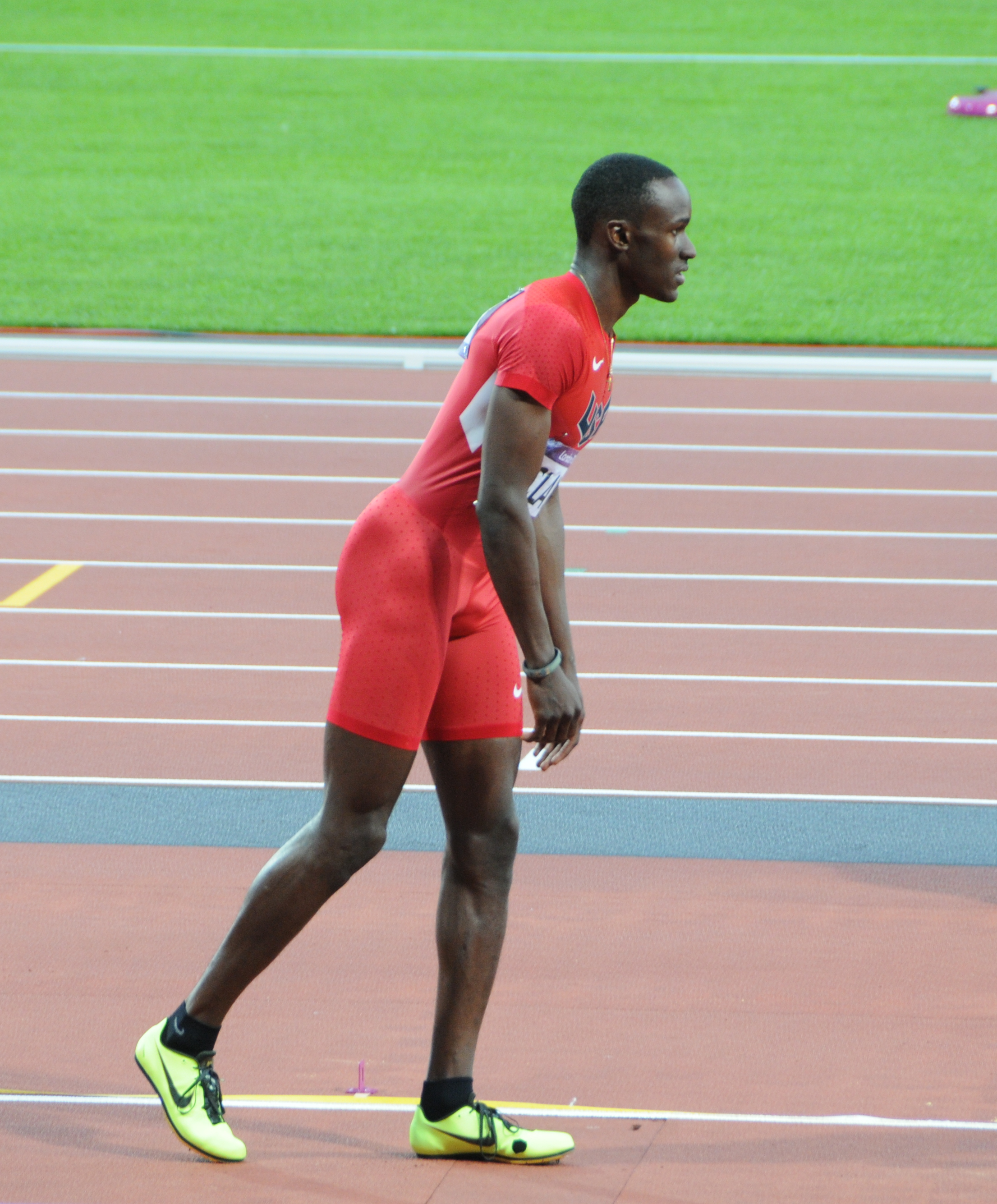
2012年ロンドンオリンピック

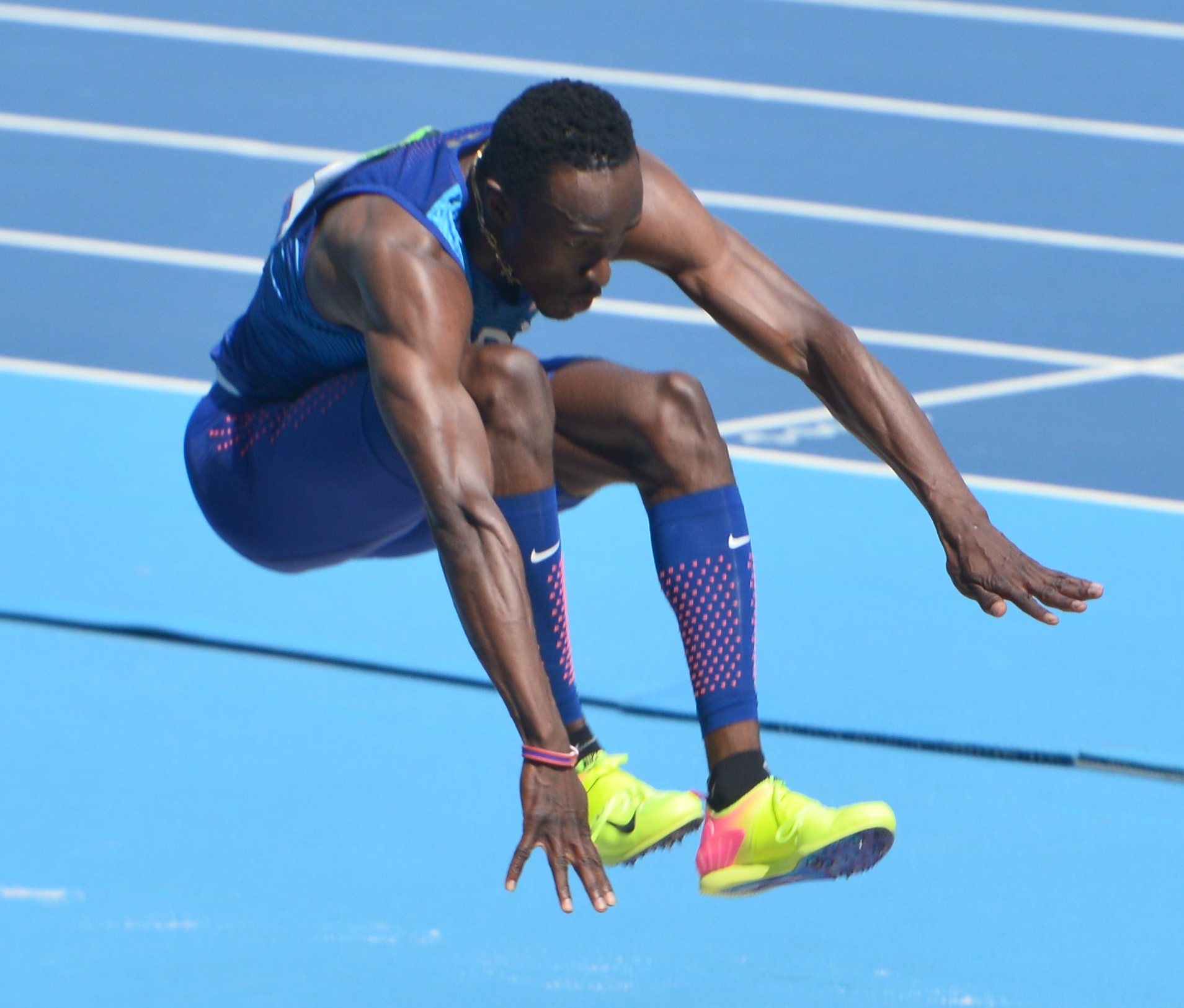
2016年リオデジャネイロオリンピック

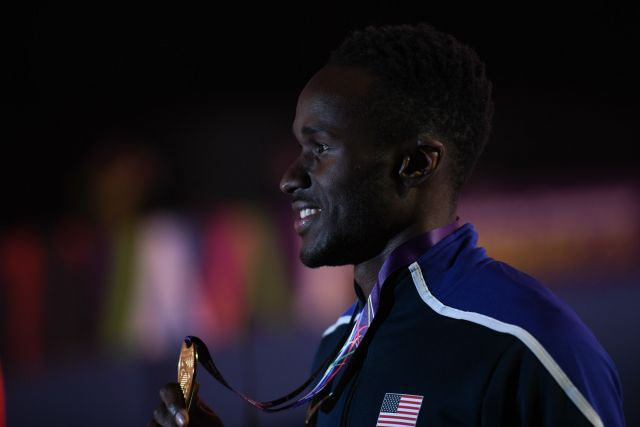
2018年バーミンガム世界室内選手権

ウィル・クレイ（Will Claye、1991年6月13日 ‐ ）は、アメリカ合衆国・アリゾナ州ツーソン出身の陸上競技選手。専門は三段跳と走幅跳。三段跳の自己ベストは世界歴代3位の18m14。2012年ロンドンオリンピックでは男子三段跳で銀メダル、男子走幅跳で銅メダルに輝き、76年ぶりに同一大会の両種目メダリストとなった。オリンピックと世界選手権を通じて3つの銀メダルを獲得しているが、その時の優勝者は全て同じアメリカ人でフロリダ大学の先輩のクリスチャン・テイラーである。屋外の世界大会では金メダルを獲得できていないが、世界室内選手権では2012年イスタンブール大会と2018年バーミンガム大会の男子三段跳で金メダルを獲得している（2012年イスタンブール大会ではクリスチャン・テイラーを抑えて優勝した）。

## 経歴
アリゾナ州ツーソンに生まれ、同州のフェニックスで育った。
両親はシエラレオネ出身で、父は元走幅跳選手。兄はカリフォルニア大学バークレー校でプレーした元アメリカンフットボール選手。
11歳の時に走幅跳とハードル、12歳（中学1年生）の時に400mを経験。中学時代は主に走幅跳に取り組んだ。

### 高校時代
マウンテンポワント高校 (en) 入学当初はハードルと走幅跳に取り組む予定だったが、クレイの才能に気づいた高校のコーチの勧めで三段跳を始めると、1年目に45フィート(13m71)、2年目に49フィート（14m93）を跳び、3年目にはアリゾナの高校生で初となる50フィート（15m24）超えを達成した。高校時代には全米ジュニアオリンピックとアリゾナ州高校選手権の三段跳をそれぞれ2回制し、2008年には走幅跳と三段跳の両種目でUSAトゥデイの全米高校陸上競技チームに選出された。

### 大学時代
高校を早く卒業し、陸上競技の奨学金を得て2009年1月にオクラホマ大学に入学した。
2009年、Big12選手権男子三段跳でジュニアアメリカ記録を27年ぶりに塗り替える16m94（+2.0）、NCAA選手権（全米学生選手権）男子三段跳ではアメリカのジュニア選手初の17m超えとなる17m19（+2.0）をマークし、1年生ながら両大会を制するなど学生の主要大会で活躍した。学生のシーズン終了後は全米ジュニア選手権男子三段跳で優勝、パンアメリカンジュニア選手権男子三段跳では国際タイトルを獲得した。
2010年は怪我に苦しみ、その後フロリダ大学に移った。
2011年、NCAA室内選手権男子三段跳で優勝、SEC選手権の男子三段跳と男子走幅跳で優勝するなど復活。学生のシーズン終了後の全米選手権では男子走幅跳と三段跳の両種目で2位に入り、両種目で大邱世界選手権のアメリカ代表の座を掴んだ。
オクラホマ大学の2年間とフロリダ大学の1年間を通じて、オールアメリカ (All-America) に8回選出されたほか、NCAAタイトルを2回、Big12タイトルを1回、SECタイトルを2回獲得するなどの成績を残し、2011年8月にプロとなった。

### プロ転向以降
2011年、世界大会デビューとなった8月の大邱世界選手権において、アメリカ勢としてはマイク・コンリー以来2人目となる、男子走幅跳と男子三段跳の両種目で決勝進出を果たした。男子走幅跳は9位に終わったものの、男子三段跳では17m50（+0.1）の自己ベスト（当時）で銅メダルに輝き、弱冠20歳で世界大会のメダリストとなった。これは世界選手権男子三段跳における最年少メダリスト記録（20歳83日）だった。
2012年、2月の全米室内選手権では、男子三段跳を室内アメリカ歴代3位（当時）の17m63で初優勝を飾った（男子走幅跳は2位）。3月のイスタンブール世界室内選手権には、男子走幅跳で8m24、男子三段跳で17m63と、両種目の今季室内世界最高記録保持者として臨むと、男子走幅跳は8m04の4位でメダルを逃すも（3位とは18cm差）、男子三段跳ではクリスチャン・テイラーを7cm差で抑え、今季室内世界最高記録を塗り替える17m70で初の世界タイトルを獲得した。なお、世界室内選手権男子三段跳におけるアメリカ勢の優勝は3度目で、アメリカ勢のワンツーフィニッシュは史上初となった。
2012年、6月の全米オリンピックトライアル（全米選手権）では男子走幅跳と男子三段跳の両種目で2位に入ると、8月のロンドンオリンピックでは両種目で決勝に進出した。男子走幅跳は8m12（-0.2）で銅メダルに輝き、走幅跳では初のメダルを獲得。男子三段跳では17m62（+0.6）の屋外自己ベスト（当時）をマークしたものの、優勝したクリスチャン・テイラーには19cm及ばず銀メダルに終わった。同一大会における男子走幅跳と男子三段跳の両種目でのメダル獲得は、1936年ベルリン大会の田島直人（三段跳で金メダル、走幅跳で銅メダル）以来76年ぶりであり、アメリカ勢としては1904年セントルイス大会のマイヤー・プリンスタイン（両種目で金メダル）以来108年ぶりの快挙だった。
2013年、6月の全米選手権男子三段跳で2位に入ると（男子走幅跳は7位）、8月のモスクワ世界選手権男子三段跳では17m52（+0.5）のシーズンベストで銅メダルに輝き、2大会連続でメダルを獲得した。
2014年、6月の全米選手権男子三段跳をアメリカ歴代7位（当時）の17m75（+0.8）で制し、屋外の全米選手権で初優勝を成し遂げた。
2015年、2月の全米室内選手権男子走幅跳で優勝し、走幅跳で初の全米タイトルを獲得した。6月の全米選手権男子三段跳では2位に入るも、8月の北京世界選手権男子三段跳は怪我の影響もあって予選敗退に終わった。クレイは出場した世界大会で毎回メダルを獲得していたが、今回初めてメダルを獲得できなかった。
2016年、6-7月の全米オリンピックトライアルでは、男子走幅跳は3位、男子三段跳は2年ぶり2度目の優勝を果たし、4年ぶりに両種目で表彰台に上った。しかし、男子走幅跳は公認記録でリオデジャネイロオリンピックの参加標準記録（8m15）を突破することができず（1cm届かず）、2大会連続2種目でのオリンピック出場を逃した。8月のリオデジャネイロオリンピック男子三段跳では17m76（+0.4）の自己ベスト（当時）をマークするも、優勝したクリスチャン・テイラーに10cm及ばず、2大会連続で銀メダルに終わった。なお、この種目におけるアメリカ勢のワンツーフィニッシュは4度目となった。競技終了後には、2013年モスクワ世界選手権女子100mハードルのファイナリストであり、恋人のクイーン・ハリソンにプロポーズをしたことで話題になった。
2017年、6月の全米選手権男子三段跳を世界歴代9位・アメリカ歴代4位の17m91（+0.9）で制し、3度目の優勝を果たした。8月のロンドン世界選手権男子三段跳はクリスチャン・テイラーに5cm及ばず、17m63（-0.1）で銀メダルに終わったものの、世界選手権では過去最高成績を記録した。
2018年、2月の全米室内選手権男子三段跳を17m28で制し、三段跳では2度目の室内全米チャンピオンに輝いた。3月のバーミンガム世界室内選手権男子三段跳には今期室内世界ランク3位（17m28）で臨むと、今季室内世界最高記録保持者（17m37）のアウミール・ドス・サントスを2cm差で抑え、17m43の今季室内世界最高記録で6年ぶり2度目の優勝を飾った。

## 人物
- 将来的にはルーツを持つシエラレオネ代表として競技することも検討している[33]。
- 小学3-4年生の頃からアメリカンフットボールに夢中になった。始めた当初はランニングバックだったが、クォーターバック、ワイドレシーバーとポジションを変えていった。高校でも活躍し、アメリカンフットボールで大学からの誘いもあったという。アメリカンフットボールのヒーローはディオン・サンダース[45]。
- 若い頃は陸上競技とアメリカンフットボール以外にも、野球、サッカー、バスケットボールなどを経験した[46]。
- 音楽にも情熱を傾けている。専門はヒップホップで、2017年4月にはデビューアルバム「Look What You Created」をリリースした[47]。

## 自己ベスト
- 記録欄の（　）内の数字は風速（m/s）で、+は追い風を意味する。

| 種目   | 記録          | 年月日        | 場所             | 備考                        |
| 屋外   | 屋外          | 屋外          | 屋外             | 屋外                        |
| ------ | ------------- | ------------- | ---------------- | --------------------------- |
| 走幅跳 | 8m29（+1.9）  | 2011年5月14日 | アセンズ         |                             |
| 走幅跳 | 8m42w（+5.0） | 2016年7月3日  | ユージーン       | 追い風参考記録              |
| 三段跳 | 18m14（+0.4） | 2019年6月29日 | ロングビーチ     | 世界歴代3位 アメリカ歴代2位 |
| 室内   |               |               |                  |                             |
| 走幅跳 | 8m24          | 2012年2月20日 | フェイエットビル |                             |
| 三段跳 | 17m70         | 2012年3月11日 | イスタンブール   | 室内アメリカ歴代3位         |

## 主な成績
- 備考欄の記録は当時のもの

| 年   | 大会                              | 場所               | 種目   | 結果 | 記録         | 備考       |
| ---- | --------------------------------- | ------------------ | ------ | ---- | ------------ | ---------- |
| 2009 | パンアメリカンジュニア選手権 (en) | ポートオブスペイン | 三段跳 | 優勝 | 16m57 (+0.7) |            |
| 2011 | 世界選手権                        | 大邱               | 走幅跳 | 9位  | 8m10 (+0.1)  |            |
| 2011 | 世界選手権                        | 大邱               | 三段跳 | 3位  | 17m50 (+0.1) | 自己ベスト |
| 2012 | 世界室内選手権                    | イスタンブール     | 走幅跳 | 4位  | 8m04         |            |
| 2012 | 世界室内選手権                    | イスタンブール     | 三段跳 | 優勝 | 17m70        | 自己ベスト |
| 2012 | オリンピック                      | ロンドン           | 走幅跳 | 3位  | 8m12 (-0.2)  |            |
| 2012 | オリンピック                      | ロンドン           | 三段跳 | 2位  | 17m62 (+0.6) | 自己ベスト |
| 2013 | 世界選手権                        | モスクワ           | 三段跳 | 3位  | 17m52 (+0.5) |            |
| 2014 | コンチネンタルカップ (en)         | マラケシュ         | 走幅跳 | 2位  | 7m98 (+0.3)  |            |
| 2014 | コンチネンタルカップ (en)         | マラケシュ         | 三段跳 | 3位  | 17m21 (+0.5) |            |
| 2015 | 世界選手権                        | 北京               | 三段跳 | 予選 | 16m41 (+0.2) |            |
| 2016 | オリンピック                      | リオデジャネイロ   | 三段跳 | 2位  | 17m76 (+0.4) | 自己ベスト |
| 2017 | 世界選手権                        | ロンドン           | 三段跳 | 2位  | 17m63 (-0.1) |            |
| 2018 | 世界室内選手権                    | バーミンガム       | 三段跳 | 優勝 | 17m43        |            |

### 全米タイトル
| 年   | 大会                     | 場所                 | 種目   | 優勝記録     | 備考                                       |
| ---- | ------------------------ | -------------------- | ------ | ------------ | ------------------------------------------ |
| 2007 | 全米ジュニアオリンピック | ウォルナット         | 三段跳 | 15m20 (+2.9) |                                            |
| 2008 | 全米ジュニアオリンピック | オマハ               | 三段跳 | 15m71 (+1.7) |                                            |
| 2009 | 全米学生選手権           | フェイエットビル     | 三段跳 | 17m24 (+2.5) | 公認記録17m19 (+2.0)：ジュニアアメリカ記録 |
| 2009 | 全米ジュニア選手権       | ユージーン           | 三段跳 | 17m14 (+2.7) | 公認記録16m83 (+1.9)                       |
| 2011 | 全米学生室内選手権       | カレッジステーション | 三段跳 | 17m32        | 大会記録                                   |
| 2012 | 全米室内選手権           | アルバカーキ         | 三段跳 | 17m63        | 室内アメリカ歴代3位                        |
| 2014 | 全米選手権               | サクラメント         | 三段跳 | 17m75 (+0.8) | アメリカ歴代7位                            |
| 2015 | 全米室内選手権           | ボストン             | 走幅跳 | 7m93         |                                            |
| 2016 | 全米選手権               | ユージーン           | 三段跳 | 17m65 (+2.0) |                                            |
| 2017 | 全米選手権               | サクラメント         | 三段跳 | 17m91 (+0.9) | 世界歴代9位                                |
| 2018 | 全米室内選手権           | アルバカーキ         | 三段跳 | 17m28        |                                            |